# Sara Brahms
Sara Brahms (* 24. Juli 1978 in Brighton) ist eine englisch-deutsche Sängerin. Bekanntheit erlangte sie als zeitweiliges Mitglied der deutschen Girlgroup Tic Tac Toe.

## Biografie
Nach der Trennung Rickys von Tic Tac Toe versuchten die beiden verbliebenen Mitglieder Jazzy und Lee die Band weiterzuführen, kommerzielle Erfolge blieben in dieser Zeit jedoch aus. Durch ihre Managerin Claudia Wohlfromm und deren damaligen Lebensgefährten Thorsten Börger lernten sie die in Datteln lebende Brahms kennen. Börger schrieb und produzierte das Lied Nie wieder, bei dem Brahms von Jazzy und Lee gefeaturet wird. Die Single Nie wieder, unter dem Namen Sara @ Tic Tac Two im Februar 1999 veröffentlicht, erreichte Platz vier in den deutschen, österreichischen und Schweizer Singlecharts und wurde für über 250.000 verkaufte Exemplare vom Bundesverband Musikindustrie mit einer goldenen Schallplatte ausgezeichnet. Brahms 1999 erschienenes Soloalbum Spießerparadies erreichte ebenfalls die deutschen Charts. Bedingt durch den Erfolg von Nie wieder wurde Brahms fester Bestandteil der nun wieder Tic Tac Toe genannten Band. 2000 veröffentlichte die Gruppe das Album Ist der Ruf erst ruiniert …, die ausgekoppelte Single Isch liebe disch erreichte Platz 11 in Deutschland. Da der Plattenvertrag jedoch nicht verlängert wurde, löste sich die Band 2000 wieder auf.
Bei dem erneuten Comeback von Tic Tac Toe 2005 wurde Brahms nicht berücksichtigt.
2023 arbeitete Brahms als Krankenschwester.

## Diskografie
Für Chartplatzierungen, die mit Tic Tac Toe erreicht wurden, siehe Tic Tac Toe (Band)/Diskografie.

### Studioalben
| Jahr | Titel Musiklabel           | Höchstplatzierung, Gesamtwochen, AuszeichnungChartsChartplatzierungen (Jahr, Titel, Musiklabel, Platzierungen, Wochen, Auszeichnungen, Anmerkungen) | Anmerkungen                        |
| Jahr | Titel Musiklabel           | DE | Anmerkungen                        |
| ---- | -------------------------- | --- | ---------------------------------- |
| 1999 | Spießerparadies BMG Ariola | DE62 (6 Wo.)DE | Erstveröffentlichung: 14. Mai 1999 |

### Singles
| Jahr | Titel Album                          | Höchstplatzierung, Gesamtwochen, AuszeichnungChartplatzierungen (Jahr, Titel, Album, Platzierungen, Wochen, Auszeichnungen, Anmerkungen) | Höchstplatzierung, Gesamtwochen, AuszeichnungChartplatzierungen (Jahr, Titel, Album, Platzierungen, Wochen, Auszeichnungen, Anmerkungen) | Höchstplatzierung, Gesamtwochen, AuszeichnungChartplatzierungen (Jahr, Titel, Album, Platzierungen, Wochen, Auszeichnungen, Anmerkungen) | Anmerkungen                                                                      |
| Jahr | Titel Album                          | DE | AT | CH | Anmerkungen                                                                      |
| ---- | ------------------------------------ | --- | --- | --- | -------------------------------------------------------------------------------- |
| 1999 | Nie wieder Spießerparadies           | DE4 Gold · (16 Wo.)DE | AT4 (16 Wo.)AT | CH4 (14 Wo.)CH | Erstveröffentlichung: 22. Februar 1999 als Sara @ Tic Tac Two Verkäufe: +250.000 |
| 1999 | Dafür lieb’ ich dich Spießerparadies | DE81 (3 Wo.)DE | — | — | Erstveröffentlichung: 14. Juni 1999                                              |

Weitere Singles
- 1998: Tut mir leid (du bist alt und ich bin jung)